# 최종은
최종은(1998년 10월 12일 ~ )은 전 KBO 리그 롯데 자이언츠의 내야수이다.

## 롯데 자이언츠시절
2021년에 입단하였다. 2021년 10월 8일 두산 베어스와의 경기에 출전하며 데뷔 첫 경기를 치렀고, 경기에서 1타수 무안타를 기록했다.